# Glentoran Football Club
El Glentoran Football Club es un club de fútbol de Irlanda del Norte, con sede en el este de Belfast. Fue fundado en 1882, y compite en la NIFL Premiership, máxima categoría del fútbol norirlandés.
El mayor rival del Glentoran es el Linfield, que son considerados los Belfast's Big Two, ya que tradicionalmente han dominado el fútbol local en Irlanda del Norte desde la desaparición del Belfast Celtic. Los dos juegan un clásico partido de liga en el Boxing Day cada año, que suele atraer a la mayor asistencia de la temporada de la liga norirlandesa. El Glentoran tiene otras rivalidades menores con otros dos de los clubes del norte Belfast, el Crusaders y el Cliftonville, así como con el Portadown.
Muchos exjugadores del Glentoran han llegado a jugar en equipos de Inglaterra y Escocia, como Danny Blanchflower, Peter Doherty, Bertie Peacock, Billy Bingham, Jimmy McIlroy, Terry Conroy, Tommy Jackson y Tommy Cassidy. Ejemplos más recientes son Glen Little, Stuart Elliott, Andy Kirk y Andy Smith, con Elliott, Kirk y Smith formando parte de la selección de Irlanda del Norte.

## Historia
George Best observaba Glentoran con su abuelo en su juventud, pero fue rechazado por el club por ser "demasiado pequeño y ligero". Sin embargo, la mejor aparición que hizo para Glentoran, en el partido del centenario del club ante el Manchester United.
En 1964-1965, Glentoran enfrentó el Panathinaikos en la Copa de Campeones de Europa, empató 2-2 en casa y perdió 3-2 en la revancha. En la temporada siguiente, se enfrentó al Royal Antwerp F.C. resultando una derrota por 1-0 y un empate 3-3 en casa. La Recopa de Europa en la temporada 1966-67 vio un empate 1-1 ante Rangers de local antes de perder el partido de vuelta por 4-0.
El mejor momento de Glentoran llegó en un encuentro de la Copa de Europa con el SL Benfica en 1967. La eliminatoria se disputó a doble partido, siendo el primero de local. Glentoran anotó de penal al principio y resistió durante casi sesenta minutos hasta que el gran Eusébio igualó. El partido terminó 1-1. El partido de vuelta fue en el Estádio da Luz. Se esperaba que a tiempo parcial Glentoran a derrumbase bajo la presión de la ocasión, pero de nuevo se mantuvo por un famoso 0-0. Benfica avanzó a la siguiente ronda de los goles en campo visitante. Glentoran fue el primer equipo en perder bajo a esta regla y el primer equipo al que no le marca gol el Benfica jugando en casa.

## Entrenadores
- Sam Jennings (1936-38)
- Louis Page (1939-40)
- Frank Thompson (1945-47)
- Frank Grice (1948-55)
- Ken Chisholm (1958)
- Tommy Briggs (1959-60)
- Alex Young (1968)
- Peter McParland (1968-71)
- Alex McCrae (1972)
- George Eastham, Sr. (1972-74)
- Arthur Stewart (1977-78)
- Ronnie McFall (1979-84)
- Tommy Jackson (1987-93)
- Tommy Cassidy (1994-97)
- Roy Coyle (1997-06)
- Roy Walker (1998-00)
- Paul Millar (2006-07)
- Roy Walker (2007)
- Alan McDonald (2007-10)
- Scott Young (2010-12)
- Roy Coyle (interino) (2012)
- Eddie Patterson (2012-15)
- Alan Kernaghan (2015-16)
- Gary Haveron (2016-18)
- Ronnie McFall (2018-19)
- Gary Smyth (2019)
- Mick McDermott (2019-23)
- Rodney McAree (2023)
- Warren Feeney (2023-24)
- Declan Devine (2024-)

## Palmarés

### Torneos nacionales
- Liga de Irlanda del Norte (23): 1893-94, 1896-97, 1904-05, 1911-12, 1912-13, 1920-21, 1924-25, 1930-31, 1950-51, 1952-53, 1963-64, 1966-67, 1967-68, 1969-70, 1971-72, 1976-77, 1980-81, 1987-88, 1991-92, 1998-99, 2002-03, 2004-05, 2008-09
- Copa de Irlanda del Norte (23): 1913-14, 1916-17, 1920-21, 1931-32, 1932-33, 1934-35, 1950-51, 1965-66, 1972-73, 1982-83, 1984-85, 1985-86, 1986-87, 1987-88, 1989-90, 1995-96, 1997-98, 1999-00, 2000-01, 2003-04, 2012-13, 2014-15, 2019-20
- Copa de la Liga (7): 1988-89, 1990-91, 2000-01, 2002-03, 2004-05, 2006-07, 2009-10
- Supercopa de Irlanda del Norte (2): 1992 (compartido), 2005
- Gold Cup (14): 1916-17, 1951-52, 1960-61, 1962-63, 1966-67, 1976-77, 1977-78, 1982-83, 1986-87, 1991-92, 1994-95, 1998-99, 1999-00, 2000-01
- City Cup (15): 1896-97, 1898-99, 1910-11, 1911-12, 1913-14, 1914-15, 1931-32, 1950-51, 1952-53, 1956-57, 1964-65, 1966-67, 1969-70, 1972-73, 1974-75
- Copa Ulster (9): 1950-51, 1952-53, 1966-67, 1976-77, 1981-82, 1982-83, 1983-84, 1988-89, 1989-90
- Floodlit Cup (2): 1987-88, 1989-90
- Blaxnit Cup (1): 1972-73
- Inter-City Cup (1): 1943-44

### Torneos regionales
- County Antrim Shield (26): 1900-01, 1901-02, 1910-11, 1915-16, 1917-18, 1924-25, 1930-31, 1939-40, 1940-41, 1943-44, 1949-50, 1950-51, 1951-52, 1956-57, 1967-68, 1970-71, 1977-78, 1984-85, 1986-87, 1998-99, 1999-00, 2000-01, 2001-02, 2002-03, 2007-08, 2010-11
- Belfast Charity Cup (8): 1895-96, 1901-02, 1906-07, 1910-11, 1922-23, 1924-25, 1925-26 (compartido), 1928-29 (compartido)
- County Antrim Centenary Chalice (1): 1987-88
- Substitute Gold Cup (1): 1941-42

## Participación en competiciones de la UEFA
| Temporada | Torneo                        | Ronda             | Club                     | Casa         | Visita | Global        |
| --------- | ----------------------------- | ----------------- | ------------------------ | ------------ | ------ | ------------- |
| 1962–63   | Copa de Ferias                | 1                 | Real Zaragoza            | 0–2          | 2–6    | 2–8           |
| 1963–64   | Copa de Ferias                | 1                 | Partick Thistle          | 1–4          | 0–3    | 1–7           |
| 1964–65   | Copa de Europa                | 1                 | Panathinaikos            | 2–2          | 2–3    | 4–5           |
| 1965–66   | Copa de Ferias                | 1                 | Royal Antwerp            | 3–3          | 0–1    | 3–4           |
| 1966–67   | Recopa de Europa              | 1                 | Rangers                  | 1–1          | 0–4    | 1–5           |
| 1967–68   | Copa de Europa                | 1                 | Benfica                  | 1–1          | 0–0    | 1–1 (a)       |
| 1968–69   | Copa de Europa                | 1                 | Anderlecht               | 2–2          | 0–3    | 2–5           |
| 1969–70   | Copa de Ferias                | 1                 | Arsenal                  | 1–0          | 0–3    | 1–3           |
| 1970–71   | Copa de Europa                | 1                 | Waterford                | 1–3          | 0–1    | 1–4           |
| 1971–72   | Copa de la UEFA               | 1                 | Eintracht Braunschweig   | 0–1          | 1–6    | 1–7           |
| 1973–74   | Recopa de Europa              | 1                 | Chimia Râmnicu Vâlcea    | 2–0          | 2–2    | 4–2           |
| 1973–74   | Recopa de Europa              | 2                 | Brann                    | 3–1          | 1–1    | 4–2           |
| 1973–74   | Recopa de Europa              | Cuartos de final  | Borussia Mönchengladbach | 0–2          | 0–5    | 0–7           |
| 1975–76   | Copa de la UEFA               | 1                 | Ajax                     | 1–6          | 0–8    | 1–14          |
| 1976–77   | Copa de la UEFA               | 1                 | Basel                    | 3–2          | 0–3    | 3–5           |
| 1977–78   | Copa de Europa                | 1                 | Valur                    | 2–0          | 0–1    | 2–1           |
| 1977–78   | Copa de Europa                | 2                 | Juventus                 | 0–1          | 0–5    | 0–6           |
| 1978–79   | Copa de la UEFA               | 1                 | ÍBV                      | 1–1          | 0–0    | 1–1 (a)       |
| 1981–82   | Copa de Europa                | 1                 | Progrès Niederkorn       | 4–0          | 1–1    | 5–1           |
| 1981–82   | Copa de Europa                | 2                 | CSKA Sofia               | 2–1 (a.e.t.) | 0–2    | 2–3           |
| 1982–83   | Copa de la UEFA               | 1                 | Baník Ostrava            | 1–3          | 0–1    | 1–4           |
| 1983–84   | Recopa de Europa              | 1                 | PSG                      | 1–2          | 1–2    | 2–4           |
| 1984–85   | Copa de la UEFA               | 1                 | Standard Liège           | 1–1          | 0–2    | 1–3           |
| 1985–86   | Recopa de Europa              | 1                 | Fram                     | 1–0          | 1–3    | 2–3           |
| 1986–87   | Recopa de Europa              | 1                 | Lokomotive Leipzig       | 1–1          | 0–2    | 1–3           |
| 1987–88   | Recopa de Europa              | 1                 | RoPS                     | 1–1          | 0–0    | 1–1 (a)       |
| 1987–88   | Copa de Europa                | 1                 | Spartak Moscow           | 1–1          | 0–2    | 1–3           |
| 1989–90   | Copa de la UEFA               | 1                 | Dundee United            | 1–3          | 0–2    | 1–5           |
| 1990–91   | Recopa de Europa              | 1                 | Steaua București         | 1–1          | 0–5    | 1–6           |
| 1992–93   | UEFA Champions League         | 1                 | Marseille                | 0–5          | 0–3    | 0–8           |
| 1996–97   | Recopa de Europa              | Clasificatoria    | Sparta Prague            | 1–2          | 0–8    | 1–10          |
| 1998–99   | Recopa de Europa              | Clasificatoria    | Maccabi Haifa            | 0–1          | 1–2    | 1–3           |
| 1999–00   | UEFA Champions League         | 1ª Clasificatoria | Litex Lovech             | 0–2          | 0–3    | 0–5           |
| 2000–01   | Copa de la UEFA               | Clasificatoria    | Lillestrøm               | 0–3          | 0–1    | 0–4           |
| 2001–02   | Copa de la UEFA               | Clasificatoria    | Midtjylland              | 0–4          | 1–1    | 1–5           |
| 2002–03   | Copa de la UEFA               | Clasificatoria    | Wisła Kraków             | 0–2          | 0–4    | 0–6           |
| 2003–04   | UEFA Champions League         | 1ª Clasificatoria | HJK                      | 0–0          | 0–1    | 0–1           |
| 2004–05   | Copa de la UEFA               | 1ª Clasificatoria | Allianssi                | 2–2          | 2–1    | 4–3           |
| 2004–05   | Copa de la UEFA               | 2ª Clasificatoria | Elfsborg                 | 0–1          | 1–2    | 1–3           |
| 2005–06   | UEFA Champions League         | 1ª Clasificatoria | Shelbourne               | 1–2          | 1–4    | 2–6           |
| 2006–07   | Copa de la UEFA               | 1ª Clasificatoria | Brann                    | 0–1          | 0–1    | 0–2           |
| 2007–08   | Copa de la UEFA               | 1ª Clasificatoria | AIK                      | 0–5          | 0–4    | 0–9           |
| 2008–09   | Copa de la UEFA               | 1ª Clasificatoria | Liepājas Metalurgs       | 1–1          | 0–2    | 1–3           |
| 2009–10   | UEFA Champions League         | 2ª Clasificatoria | Maccabi Haifa            | 0–4          | 0–6    | 0–10          |
| 2010–11   | UEFA Europa League            | 1ª Clasificatoria | KR Reykjavík             | 2–2          | 0–3    | 2–5           |
| 2011–12   | UEFA Europa League            | 1ª Clasificatoria | Renova                   | 2–1 (a.e.t.) | 1–2    | 3–3, 3–2 (p.) |
| 2011–12   | UEFA Europa League            | 2ª Clasificatoria | Vorskla Poltava          | 0–2          | 0–3    | 0–5           |
| 2013–14   | UEFA Europa League            | 1ª Clasificatoria | KR Reykjavík             | 0–3          | 0–0    | 0–3           |
| 2015–16   | UEFA Europa League            | 1ª Clasificatoria | Žilina                   | 1–4          | 0–3    | 1–7           |
| 2020–21   | UEFA Europa League            | Preliminar        | HB Tórshavn              | 1–0          |        |               |
| 2020–21   | UEFA Europa League            | 1ª Clasificatoria | Motherwell               |              | 1–5    |               |
| 2021–22   | UEFA Europa Conference League | 1° Clasificatoria | The New Saints           | 1–1          | 0–2    | 1–3           |
| 2023–24   | UEFA Europa Conference League | 1° Clasificatoria | Gżira United             | 1–1 (t.e.)   | 2–2    | 3–3 (13–14 p) |

- Fuente:[2]